# Vieilley
Vieilley is een gemeente in het Franse departement Doubs (regio Bourgogne-Franche-Comté) en telt 587 inwoners (1999). De plaats maakt deel uit van het arrondissement Besançon.

## Geografie
De oppervlakte van Vieilley bedraagt 9,4 km², de bevolkingsdichtheid is 62,4 inwoners per km².
De onderstaande kaart toont de ligging van Vieilley met de belangrijkste infrastructuur en aangrenzende gemeenten.

## Demografie
Onderstaande figuur toont het verloop van het inwonertal (bron: INSEE-tellingen).

## Galerij

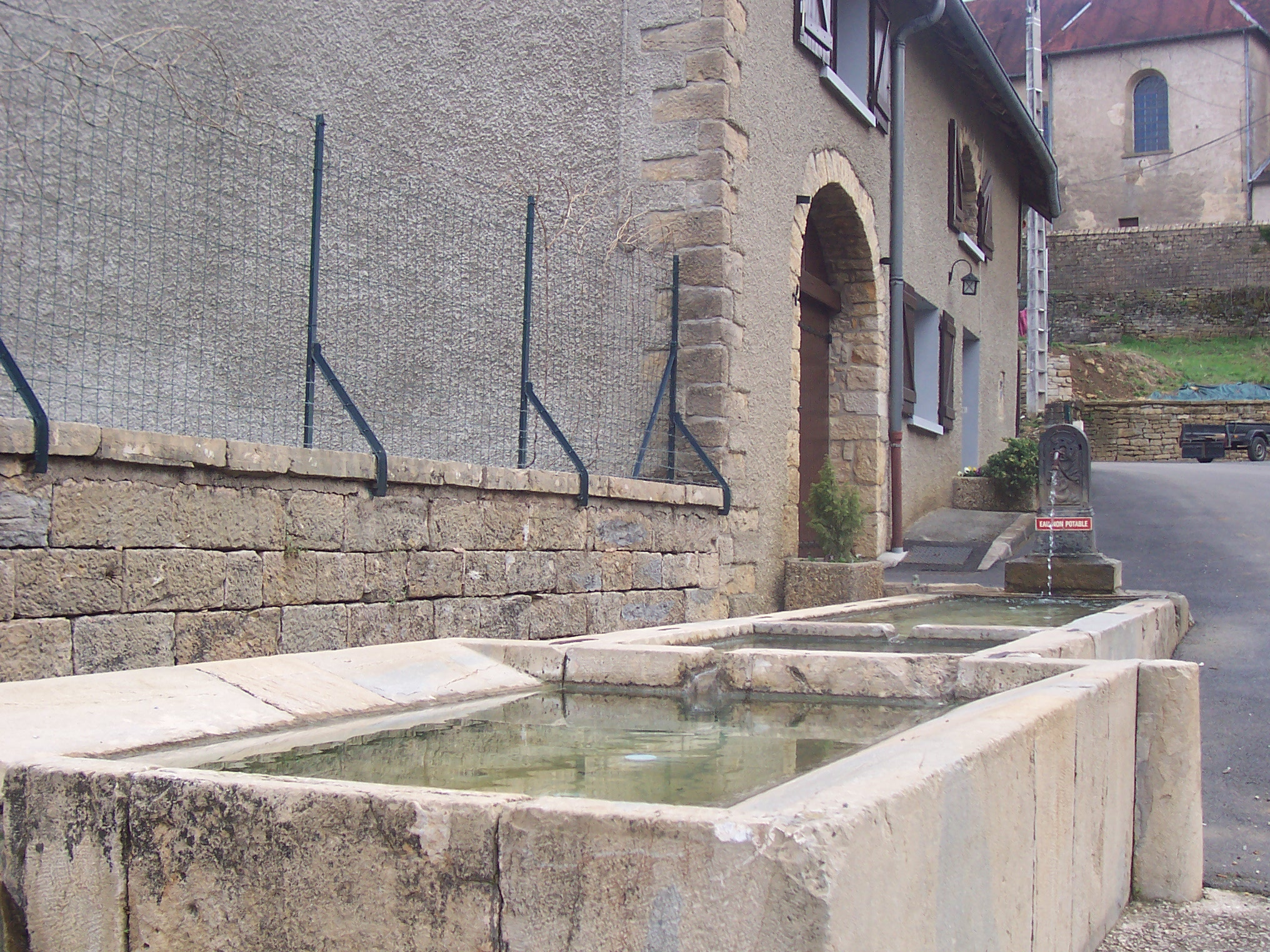
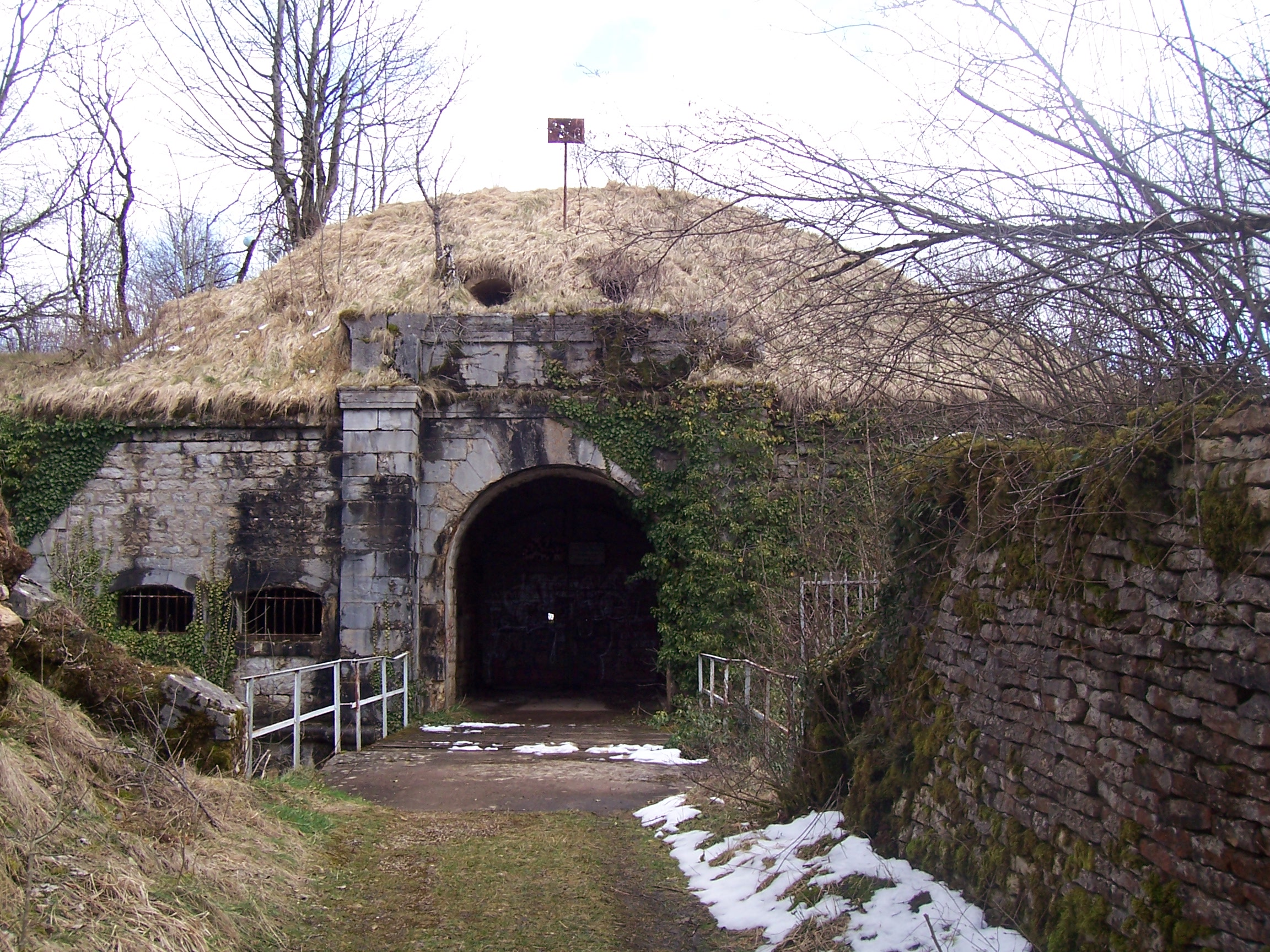
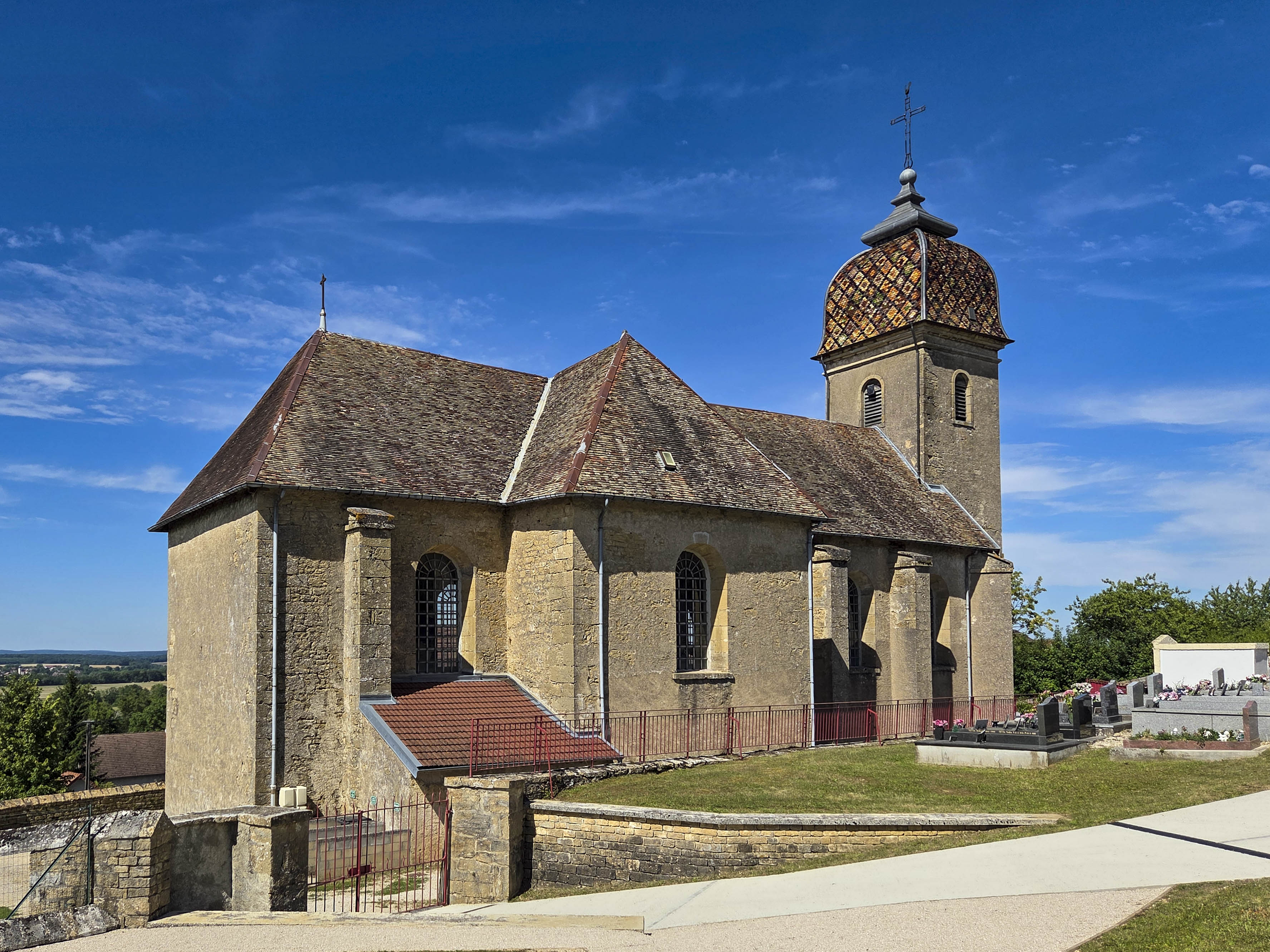